# Puszcza Augustowska

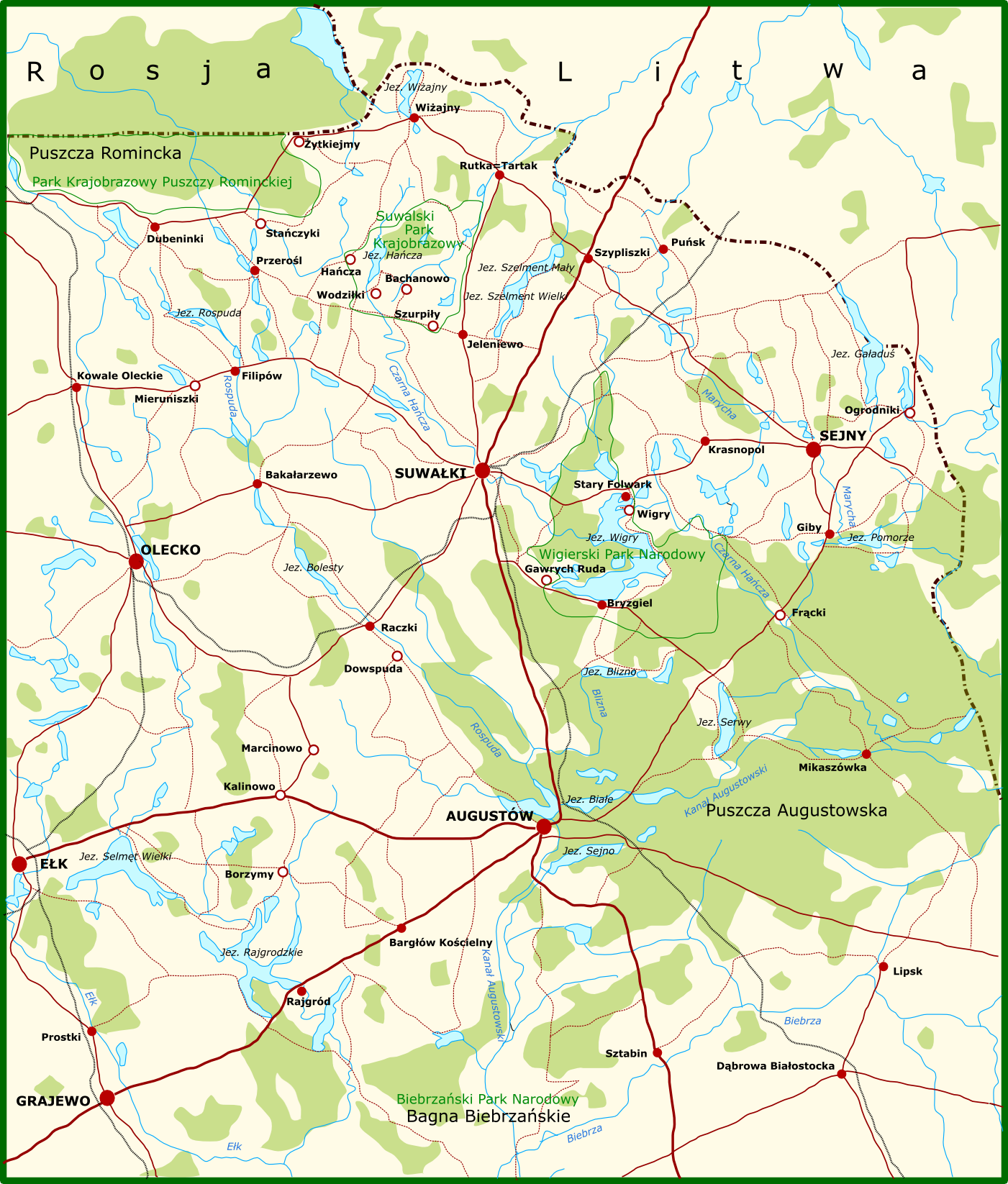
Puszcza Augustowska na mapie Suwalszczyzny

Puszcza Augustowska (lt. Augustavo giria, biał. Аўгустоўская пушча) – duży kompleks leśny położony w województwie podlaskim oraz na Litwie i Białorusi. Powierzchnia całej puszczy wynosi ok. 160 tys. ha, z czego w granicach Polski znajduje się ponad 114 tys. ha. Na jej terenie znajduje się Wigierski Park Narodowy.

## Geografia

### Położenie i obszar
Zajmuje obszar od linii Lipsk – Sztabin – Białobrzegi po Raczki – Suwałki – jezioro Pierty – Maćkowa Ruda – Pogorzelec – Giby – Berżniki – granica z Litwą i dalej z Białorusią po Lipsk .
Na wschodzie Puszcza Augustowska łączy się z lasami na terenie Litwy (Puszcza Kopciowska, Puszcza Dajnawska) i Białorusi (Puszcza Grodzieńska), tworząc z nimi obszar leśny o powierzchni 250–310 tys. ha .
Pod względem administracyjnym puszcza leży w północno-wschodniej części Polski w województwie podlaskim w powiatach augustowskim, sejneńskim i suwalskim.
Zgodnie z kryteriami regionalizacji fizycznogeograficznej Puszcza Augustowska jest położona na Pojezierzu Litewskim, głównie w mezoregionie Równina Augustowska oraz częściowo w mezoregionach Pojezierze Zachodniosuwalskie i Pojezierze Wschodniosuwalskie . Od zachodu puszczę otaczają pagórkowate tereny Pojezierza Ełckiego, od południa zamykają ją bagna Kotliny Biebrzańskiej, zaś od wschodu dolina rzeki Marycha .
Według regionalizacji przyrodniczo-leśnej z 2010 większość obszaru puszczy leży w Mezoregionie Puszczy Augustowskiej (II.11), północno-zachodni fragment w Mezoregionie Wigier i Rospudy (II.10), zaś południowy fragment w Mezoregionie Górnej Biebrzy (II.12), wchodzących w skład Krainy Mazursko-Podlaskiej (II).
W regionalizacji geobotanicznej (Matuszkiewicz, 2008) Puszcza Augustowska znajduje się w Krainie Augustowsko-Suwalskiej (F.2) w okręgach: Pojezierza Suwalskiego (F.2.1) i Puszczy Augustowskiej (F.2.2).
W kwestii podziału klimatycznego Polski istnieje wiele propozycji. Puszcza Augustowska w podziale Alojzego Wosia (1993) leży w regionie XII – Mazursko-Podlaskim.
Teren puszczy podzielony jest między sześć nadleśnictw, podlegających pod Regionalną Dyrekcję Lasów Państwowych w Białymstoku oraz Wigierski Park Narodowy.

### Ukształtowanie terenu
Rzeźba terenu, gleby i stosunki wodne na terenie Puszczy Augustowskiej ukształtował lądolód skandynawski głównie podczas ostatniego zlodowacenia (80–12 tys. lat temu).
Północno-zachodnia część puszczy, głównie wokół jeziora Wigry, zajmuje teren dobrze urzeźbiony, pagórkowaty lub falisty. Różnice wysokości na przestrzeni kilkudziesięciu metrów wynoszą zwykle 10–20 metrów, niekiedy przekraczają jednak 30 metrów. Tafla jeziora Wigry leży na wysokości 131,9 m n.p.m., większość lasów tej części puszczy leży na wysokości 140–160 m n.p.m., zaś najwyższe punkty znajdują się w okolicach Cimochowizny(182,8 m n.p.m.).
Największa część puszczy zajmuje sandrową Równinę Augustowską, która obniża się stopniowo od 170 m n.p.m. w okolicy Suwałk do 102 m n.p.m. na brzegu jeziora Szlamy. Większość tej części puszczy leży na wysokości 120–140 m n.p.m.
Południowa część puszczy znajduje się częściowo w Kotlinie Biebrzy, gdzie występują pozostałości moren wcześniejszych faz zlodowacenia, sięgające 150 m n.p.m., zaś najniższe wzniesienia, mające około 110 m n.p.m., znajdują się przy brzegach Wołkuszanki i Netty. W tej części puszczy przeważają wysokości 120–130 m n.p.m.

### Gleby
Północno-zachodnia część puszczy, pokryta piaskami zwałowymi i glinami z licznymi jeziorami, ma bardziej urozmaiconą rzeźbę i żyźniejsze gleby. Południowa i środkowa część puszczy ma charakter równinny, pokryta jest piaskami sandrowymi i jałowymi glebami bielicowymi. W tej części puszczy spotykane są też gleby torfowe. W trakcie kolonizacji, począwszy od wieku XV–XVI, wylesiane były obszary głównie o najżyźniejszych glebach, dlatego puszcza zachowała się głównie na piaskach sandrowych, nieprzydatnych dla rolnictwa.
W puszczy istnieją cztery glebowe powierzchnie wzorcowe, utworzone na podstawie zarządzenia dyrektora Lasów Państwowych z 1975.

### Klimat
Obszar polskiej części Pojezierza Litewskiego, na którym położona jest Puszcza Augustowska, należy do najchłodniejszych regionów nizinnej Polski. Charakterystyka klimatu regionu oparta jest na pomiarach stacji meteorologicznych w Suwałkach i Sejnach (znajdujących się poza terenem Puszczy Augustowskiej, ale w bliskim jej sąsiedztwie), brak natomiast punktów pomiarowych na północy i południu regionu.
Z powodu oddalenia regionu od Atlantyku i Bałtyku dominują tu masy powietrza polarnego pochodzenia kontynentalnego oraz polarnomorskie stare, które zimą oddziaływają ochładzająco, zaś latem ocieplająco. Większy wpływ na wysokość rocznej amplitudy temperatury powietrza mają stosunkowo dłuższe i mroźniejsze zimy niż cieplejsze lata. Pojezierze Litewskie wyróżnia się też największym zachmurzeniem w Polsce. Najczęściej występują tu wiatry sektora zachodniego oraz południowo-wschodnie.
Średnie wieloletnie wartości stacji meteorologicznych:
- średnia roczna temperatura: 6,1 °C (Suwałki), 6 °C (Sejny)[14]
- roczna amplituda temperatury powietrza: około 23 °C (od –6 °C w lutym do około 17 °C w lipcu)[11].
- roczna suma opadów: 576 mm (Suwałki), 552 mm (Sejny)[15]
- czas trwania zimy: 114 dni (Suwałki)[11]
- liczba dni z pokrywą śnieżną: 101,2 (Suwałki), 87,7 (Sejny)[15]
- liczba dni pochmurnych: 169,2 (Suwałki), 123,1 (Sejny)[15]

Klimat Równiny Augustowskiej, na której znajduje się Puszcza Augustowska, odbiega pod pewnymi względami od ogólne charakterystyki klimatycznej regionu. W sąsiedztwie licznych w puszczy zbiorników wodnych i terenów podmokłych występują mniejsze dobowe wahania temperatury. Okresowo może też występować silniejsze nawietrznie przy wiatrach od strony jeziora i większa możliwość występowania mgieł przy pogodzie bezwietrznej. Duże zalesienie stanowi ochronę przed silnymi wiatrami oraz poprawia czystość powietrza.

### Hydrologia
Puszczę przecina dział wodny Wisły (ok. 40% obszaru puszczy; rzeki: Rospuda i Blizna) oraz Niemna (ok. 60% obszaru puszczy; Czarna Hańcza z dopływami: Marychą i Wołkuszanką).
Na terenie puszczy znajdują się liczne jeziora: Wigry, Sajno, Białe Augustowskie, Necko, Studzieniczne, Serwy, Blizno, Pomorze i inne.

## Flora i lasy

### Flora
Ze względu na surowy klimat w puszczy zachowały się gatunki roślin będące reliktami północnymi: brzoza niska, cis, borówka bagienna, zimoziół północny i rosiczki.
W Puszczy Augustowskiej występują rzadkie i zagrożone wyginięciem gatunku wpisane do Polskiej czerwonej księgi roślin: podejźrzon wirginijski, turzyca delikatna, turzyca kulista, kukuczka kapturkowata, aldrowanda pęcherzykowata.

### Lasy
85% obszaru puszczy pokrywają bory z dużą przewagą sosny (ponad 70%, z cenną odmianą sosna augustowska) i mniejszym udziałem świerka (17%). Wiele jest drzewostanów starych, liczących ponad 120 lat. Nie są rzadkością drzewa o wysokości 30–40 m. Na niektórych obszarach rosną dobrze zachowane bory wilgotne i bagienne, wiele jest torfowisk. Występują też olsy (8,5% powierzchni, głównie w południowej części), a miejscami także grądy.
| Typ                   | Skrót | Powierzchnia (ha) | Udział (%) | Główne gatunki drzew                                                     |
| --------------------- | ----- | ----------------- | ---------- | ------------------------------------------------------------------------ |
| Bór świeży            | Bśw   | 31556             | 40,4       | sosna (99,6%)                                                            |
| Bór mieszany świeży   | BMśw  | 24154             | 31,0       | sosna (95,3%), świerk (3,8%), brzoza (0,9%)                              |
| Las mieszany świeży   | LMśw  | 4788              | 6,1        | sosna (41,3%), świerk (28,8%), brzoza (16,8%), dąb (12,7%)               |
| Ols                   | Ol    | 4267              | 5,5        | olcha (69,1%), brzoza (28%), świerk (2,6%)                               |
| Bór mieszany wilgotny | BMw   | 2974              | 3,8        | sosna (41,3%), świerk (36%), brzoza (19,7%), olcha (2,4%)                |
| Las świeży            | Lśw   | 1994              | 2,6        | dąb (42,4%), świerk (34,6%), sosna (11,2%), brzoza (9,3%), olcha (1,2%)  |
| Ols jesionowy         | OlJ   | 1913              | 2,5        | olcha (77,5%), brzoza (14,3%), jesion (5,1%), świerk (2,9%)              |
| Las mieszany bagienny | LMb   | 1543              | 2,0        | brzoza (40,5%), świerk (34,2%), olcha (19,6%), sosna (5,5%)              |
| Las mieszany wilgotny | LMw   | 1281              | 1,6        | brzoza (45%), świerk (39,1%), olcha (10,6%), sosna (3,7%), dąb (1,1%)    |
| Bór mieszany bagienny | BMb   | 1047              | 1,3        | sosna (68,2%), świerk (8,6%), brzoza (22,1%), olcha (1,1%)               |
| Bór wilgotny          | Bw    | 1030              | 1,3        | sosna (77,8%), brzoza (14,5%), świerk (7,7%)                             |
| Bór bagienny          | Bb    | 922               | 1,2        | sosna (94,3%), brzoza (5,7%)                                             |
| Las wilgotny          | Lw    | 562               | 0,7        | olcha (47,2%), brzoza (28,9%), świerk (14,8%), dąb (5,9%), jesion (2,8%) |

| Gatunek | Powierzchnia (ha) | Udział (%) |
| ------- | ----------------- | ---------- |
| sosna   | 60400             | 77,41      |
| świerk  | 5571              | 7,14       |
| brzoza  | 5043              | 6,46       |
| olcha   | 4925              | 6,31       |
| dąb     | 1518              | 1,95       |
| jesion  | 105               | 0,14       |
| modrzew | 39                | 0,05       |
| osika   | 33                | 0,04       |

Dane w tabelach dotyczą nadleśnictw: Augustów, Głęboki Bród, Płaska, Pomorze, Szczebra.

## Fauna
W Puszczy stwierdzono obecność ponad 2 tys. gatunków zwierząt (z tej liczby największą część stanowią owady).
W Puszczy żyją prawie wszystkie gatunki krajowych płazów i gadów, a w wodach bytuje ponad 30 gatunków ryb.

### Ssaki
Wśród ssaków występują: wilk szary, jenot, ryś, borsuk, jeleń szlachetny, łoś, sarna, zające: bielak i szarak, bóbr, piżmak, wydra i inne. W przeszłości żyły tu także tury, żubry, niedźwiedzie i rosomaki.
Drapieżniki
Według danych z 2015 w Puszczy Augustowskiej i okolicznych mniejszych kompleksach leśnych żyło 59–63 wilków w 10 watahach liczących od 3 do 8 osobników (w 2013 było to około 51 wilków w 9 watahach).
Populacja rysi w 2015 składała się prawdopodobnie z sześciu osobników, w tym jednej samicy z młodym. Jednak materiał z tropień rysia, na podstawie którego oszacowana została liczebność, jest znacznie uboższy niż w przypadku wilków, więc uzyskane wyniki mogą nie w pełni odzwierciedlać sytuację tego gatunku. Tropy sześciu rysiów odnotowano w południowej i środkowej części puszczy. Ponadto badania genetyczne oraz zdjęcia z Nadleśnictwa Pomorze i Wigierskiego Parku Narodowego sugerują występowanie jeszcze przynajmniej dwóch osobników w północnej części puszczy.
Żubry
W 2012 pojawił się pomysł reintrodukcji żubrów do Puszczy Augustowskiej. Od 2014 trwały działania polegające na analizie siedlisk i konsultacjach społecznych. W 2017 sprowadzono z Puszczy Boreckiej cztery pierwsze żubry (samiec i trzy samice), zaś w 2018 kolejne dwa, które po okresie spędzonym z zagrodzie adaptacyjnej zostały wypuszczone na wolność w kwietniu 2018. Docelowo stado żubrów w Puszczy Augustowskiej ma liczyć około 50 zwierząt.
Pomysł wsiedlenia żubrów do Puszczy Augustowskiej spotykał się też z krytyką. Zdaniem Rafała Kowalczyka żubr nie jest zwierzęciem typowo leśnym i w lasach brakuje zimą odpowiedniej ilości pokarmu dla tego trawożercy. Idealnym środowiskiem dla żubrów jest mozaika lasów i terenów otwartych, zaś w centrum Puszczy Augustowskiej, gdzie zaplanowano umieszczenie żubrów, dominuje zwarty las i brakuje dużych łąk i dolin rzecznych. Dodatkowo, populacja na poziomie 30–40 osobników nie gwarantuje stabilności demograficznej i genetycznej.

### Ptaki

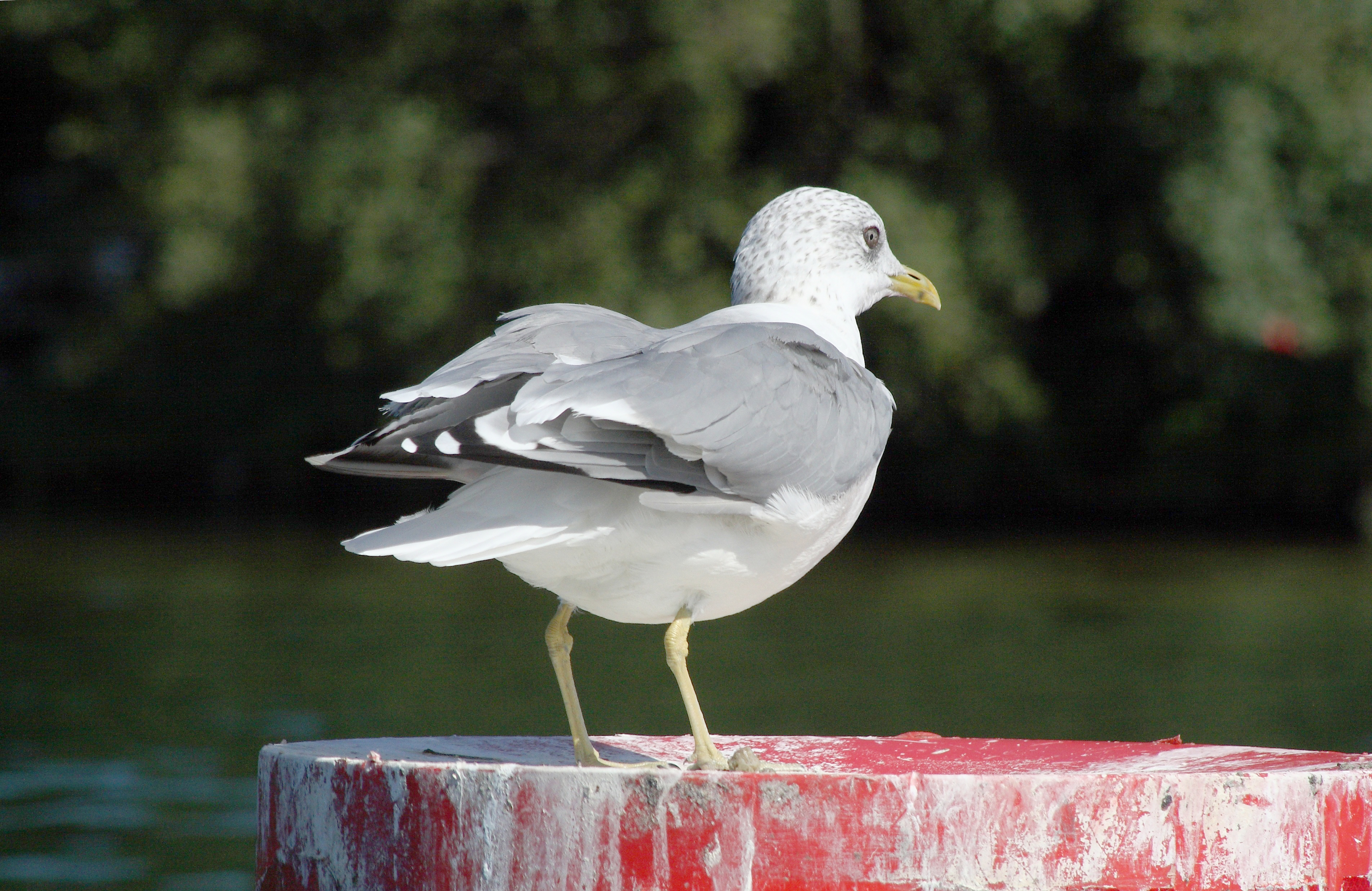
Mewa pospolita na Jeziorze Białym.

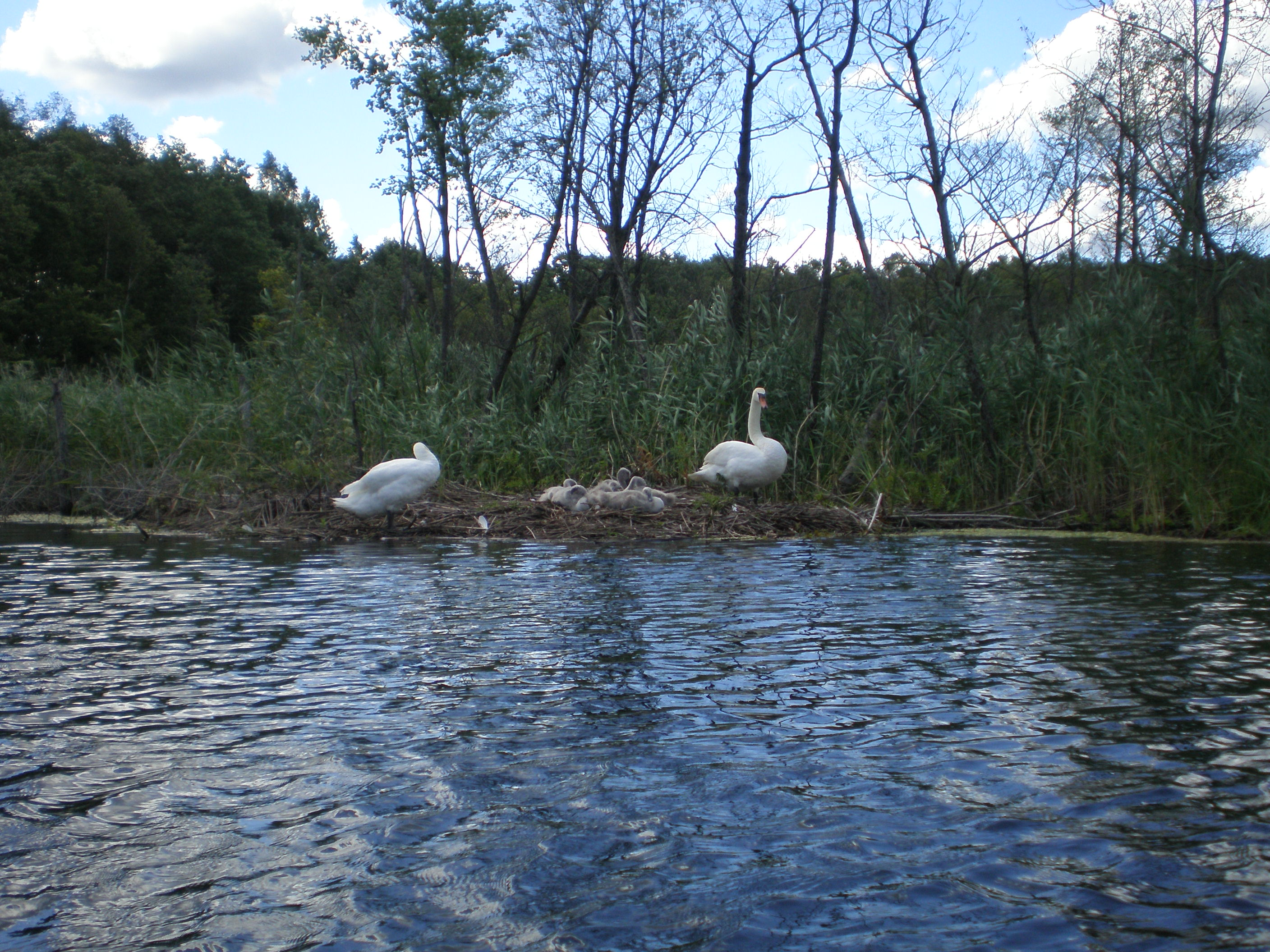
Łabędzie nieme nad Czarną Hańczą.

W Puszczy Augustowskiej stwierdzono do 2011 występowanie 215 gatunków ptaków. Należą do nich między innymi:
- lęgowe gatunki leśne:
  - osiadłe: bielik, jastrząb, jarząbek, głuszec, puszczyk, włochatka, sóweczka, dzięcioły (czarny, duży, średni, dzięciołek, białogrzbiety, trójpalczasty, zielonosiwy), sikory, kowalik, krzyżodziób świerkowy, czyż, orzechówka, kruk[31]
  - wędrowne: orlik krzykliwy, trzmielojad, kania czarna, kania ruda, bocian czarny, kobuz, lerka, lelek, siniak, grzywacz, słonka, żuraw, pokrzewki, świstunki, drozdy[32]
- gatunki łąk i pól: derkacz, gąsiorek, słowik, dziwonia, łozówka, kszyk, samotnik, przepiórka, bocian biały[32]
- gatunki związane z jeziorami: bąk, czapla siwa, perkoz dwuczuby, perkozek, krzyżówka, gągoł, nurogęś, głowienka, łabędź niemy, kormoran, łyska, wodnik, zielonka, kropiatka, kokoszka, mewa śmieszka, mewa pospolita, rybitwa zwyczajna, rybitwa czarna, rybitwa białoskrzydła[32]
- wróblowate (trzciniak, trzcinniczek, rokitniczka, potrzos, wąsatka, brzęczka, świerczak), zimorodek, brzegówka[32]

Szponiaste
Na terenie puszczy stwierdzono 12 gatunków lęgowych ptaków szponiastych (z 20 lęgowych gatunków szponiastych występujących w Polsce), zajmujących od 1 do 183 rewirów lęgowych. Skład gatunkowy szponiastych w Puszczy Augustowskiej jest bogatszy niż w innych regionach Polski ze względu na obecność jezior. Najczęstszymi przedstawicielami tego rzędu ptaków w puszczy są myszołów, trzmielojad, krogulec i błotniak stawowy, zaś najrzadziej występują kania ruda, kania czarna i gadożer.
Ptaki szponiaste występujące w Puszczy Augustowskiej:
1. trzmielojad zwyczajny (60–71 rewirów, 2009)[36]
2. kania czarna (8–10 rewirów, 2009)[36]
3. kania ruda (7–10 rewirów, 2009)[36]
4. bielik (10–13 par, 2009)[36]
5. gadożer zwyczajny (1 rewir, 2006)[37]
6. błotniak stawowy (56–64 rewiry, 2009)[37]
7. błotniak łąkowy (7–12 rewirów, 2009)[37]
8. orlik krzykliwy (32–39 rewirów, 2009)[37]
9. jastrząb zwyczajny (30–35 rewirów, 2009)[37]
10. krogulec zwyczajny (61–68 rewirów, 2009)[37]
11. myszołów zwyczajny (175–183 rewiry, 2009)[37]
12. kobuz (15–24 rewiry, 2009)[38]

Ponadto według danych z 2009 zaobserwowano sześć nielęgowych gatunków szponiastych jak: błotniak zbożowy, orzeł przedni, rybołów zwyczajny, pustułka zwyczajna, sokół wędrowny.
Sowy
W puszczy stwierdzono występowanie ośmiu gatunków sów:
1. płomykówka zwyczajna (dwa wystąpienia na początku lat 90. XX w.)[40]
2. puchacz zwyczajny (w 2009 cztery rewiry w południowej części puszczy)[40]
3. sóweczka zwyczajna (18 znanych stanowisk z lat 2004–2009)[41]
4. pójdźka zwyczajna (kilka wystąpień do 2009)[42]
5. puszczyk zwyczajny (najliczniejszy gatunek lęgowy sów w Puszczy Augustowskiej)[42]
6. uszatka zwyczajna (od 2001 zanotowano kilka śladów)[43]
7. uszatka błotna (jedno stwierdzenie w 1998)[44]
8. włochatka zwyczajna (39 stanowisk w latach 1990–2009)[44]

### Owady
Z entomofauny na terenie Puszczy mają swoje stanowiska głównie motyle i ważki. Występujące prawnie chronione gatunki motyli, jak też znajdujące się w Polskiej Czerwonej Księdze Zwierząt – Bezkręgowce to: szlaczkoń torfowiec, modraszek arion, czerwończyk fioletek, czerwończyk nieparek, dostojka eunomia, dostojka akwilonaris, strzępotek hero, strzępotek soplaczek, skalnik alcyona, mszarnik jutta, wstęgówka bagienka, błyszczka zosimi, błyszczka mikrogamma  . Spotykane chronione ważki to: zalotka większa, zalotka białoczelna, żagnica zielona i trzepla zielona . W minionym stuleciu wykazywany był gatunek ważki żagnicy torfowcowej .

## Ochrona przyrody
Zasady gospodarki leśnej w puszczy określiła „Decyzja Ministra Rolnictwa, Leśnictwa i Gospodarki Żywnościowej z dnia 9 lipca 1986 r. w sprawie ustalenia podstawowych zasad prowadzenia gospodarki leśnej w Puszczy Augustowskiej” (LPN-1-0101-12/86), nazywana potocznie „Statutem Puszczy”. Celem tych zasad była „szczególna ochrona Puszczy Augustowskiej i zachowanie jej dla przyszłych pokoleń jako unikalnego obiektu przyrodniczego o wyjątkowym znaczeniu gospodarczym, społecznym, kulturalnym i naukowym”. Gospodarka leśna w puszczy powinna dążyć do zachowania trwałości lasu o charakterze zbliżonym do naturalnego oraz zapewnienia warunków do spełniania przez lasy funkcji ochronnych, socjalnych i produkcyjnych. Zasady te stały się pierwowzorem rozwiązań przyjętych w niedługim czasie w całym polskim leśnictwie. Realizacją tych zasad było m.in. zwiększenie wieku rębności drzewostanów sosnowych (do 140 lat), świerkowych (do 120 lat) i dębowych (do 160 lat).

### Wigierski Park Narodowy
W północnej części Puszczy Augustowskiej leży Wigierski Park Narodowy, obejmujący jezioro Wigry i przylegające lasy.

### Rezerwaty
W najcenniejszych przyrodniczo fragmentach Puszczy Augustowskiej znajduje się trzynaście rezerwatów przyrody. Łączna powierzchnia wszystkich rezerwatów wynosi około 3750 ha (około 3,3% powierzchni puszczy).
| Rezerwat         | Powierzchnia (ha) | Data utworzenia | Rodzaj       | Przedmiot ochrony |
| ---------------- | ----------------- | --------------- | ------------ | --- |
| Brzozowy Grąd    | 0,08              | 1963            | florystyczny | stanowiska obuwika pospolitego |
| Glinki           | 1,81              | 1971            | florystyczny | stanowiska pióropusznika strusiego                                                                                                  |
| Jezioro Kalejty  | 740,67            | 1980            | krajobrazowy | wartości przyrodnicze Jeziora Długiego i swoistych cech krajobrazu                                                                  |
| Kozi Rynek       | 146,63            | 1959            | leśny        | typy zbiorowisk leśnych grądowych i łęgowych                                                                                        |
| Kukle            | 313,54            | 1983            | leśny        | swoiste cechy krajobrazu oraz naturalne ekosystemy leśne, bagienne i wodne                                                          |
| Kuriańskie Bagno | 1713,62           | 1985            |              | obszar o unikalnej geomorfologii, naturalne rzadko spotykane zbiorowiska leśne, stanowiska rzadkich i chronionych roślin i zwierząt |
| Łempis           | 132,34            | 1983            | leśny        | ekosystemy leśne, wodne i torfowiskowe z rzadkimi i chronionymi gatunkami roślin i zwierząt                                         |
| Mały Borek       | 90,53             | 1959            | leśny        | bory czernicowe i bory łochyniowe                                                                                                   |
| Perkuć           | 209,82            | 1970            | leśny        | naturalne zbiorowiska roślinne związane z zanikającym zbiornikiem wodnym                                                            |
| Pomorze          | 20,45             | 1983            | leśny        | najstarszy drzewostan Puszczy Augustowskiej i pozostałości grodziska                                                                |
| Stara Ruda       | 83,15             | 1980            | leśny        | źródliska rzeki Rudawki i fragmenty borów torfowcowych                                                                              |
| Starożyn         | 298,43            | 1960            | leśny        | grąd niski, las mieszany i ols |
| Tobolinka        | 4,32              | 1959            | wodny        | jezioro dystroficznego z pływającymi wyspami                                                                                        |

### Obszary chronionego krajobrazu
Tereny puszczańskie zostały objęte też obszarami chronionego krajobrazu:
- Puszcza i Jeziora Augustowskie
- Dolina Rospudy
- Pojezierze Sejneńskie
- Dolina Biebrzy I.

Puszcza Augustowska znajduje się ponadto na liście planowanych obszarów specjalnej ochrony ptaków Natura 2000 oraz została uznana za ptasią ostoję.

## Dzieje Puszczy

### Fazy rozwoju
Lasy dzisiejszej Puszczy Augustowskiej zaczęły kształtować się u schyłku ostatniego zlodowacenie w okresie zwanym późnym glacjałem (ok. 14 tys. do 11,7 tys. lat temu). Fazy rozwoju lasów wokół Wigier zostało odtworzone na podstawie osadów dennych tego jeziora. Większość puszczy miała warunki rozwoju zbliżone do tych z okolic Wigier (zawartość pyłków w osadach daje informacje o dawnej roślinności rozwijającej się dawniej nawet w odległości do 100 km od zbiornika). Wyróżniono cztery stadia rozwoju lasów wigierskich :
- I. Lasy borealne sosnowo-brzozowe (11,7 do 10,4 tys. lat temu) – Dominowała sosna z domieszką brzozy, rzadko występowała osika i świerk. Zagęszczenie drzew, z dość dużym udziałem krzewów, początkowo było niewielkie, później wzrastało. Pod koniec okresu mógł pojawić się wiąz i leszczyna.
- II. Wielogatunkowe lasy liściaste (10,4 do 4 tys. lat temu) – W tym okresie nastąpiła ekspansja ciepłolubnym drzew liściastych. Na początku głównie leszczyny, która prawdopodobnie dominowała w podszycie i miała dużo większy udział niż obecnie. Jednocześnie spadło znaczenie sosny. Podmokłe siedliska zajmowała olsza. Od początku okresu miała też miejsce ekspansja dębu, lipy, jesionu i wiązu, która apogeum osiągnęła w środkowej części okresu, zmniejszając zasięg leszczyny. Świerk był słabo rozpowszechniony. W końcowej części okresu dominującym drzewem liściastym stał się dąb. Wzrosło też znaczenie świerku.
- III. Lasy mieszane świerkowo-dębowe (4 tys. do ok. 430 lat temu) – Na początku okresu nastąpiła gwałtowna ekspansja świerka, z wyraźną redukcją wiązu, lipy, jesionu i leszczyny. Z drzew liściastych ważnym składnikiem lasów pozostał dąb. Ekspansji świerka sprzyjało ochłodzenie i zwilgotnienie klimatu. Mogła mieć też znaczenie działalność człowieka – świerk adaptował się dobrze w miejscu wyciętego lasu.
- IV. Lasy sosnowo-świerkowe (od ok. 430 lat temu do dzisiaj) – W tym okresie zanotowano ustąpienie drzew o największych wymaganiach termicznych (lipa, wiąz i jesion), znaczne ograniczenie areału dębu, grabu i leszczyny oraz rozprzestrzenienie się sosny. W tym okresie na skład lasów większy wpływ wywarła działalność człowieka oraz gospodarka leśna.

### Zaludnienie i eksploatacja
Puszcza Augustowska stanowiła w przeszłości część rozległych, dziewiczych lasów rosnących pomiędzy Litwą, Mazowszem i Rusią. Do XIII wieku jej teren był zamieszkiwany przez Jaćwingów. Po ich eksterminacji lub wysiedleniu ponowne zasiedlanie puszczy rozpoczęło się dopiero w XV wieku. Wtedy podzielono lasy na tzw. puszcze, czyli leśnictwa: Puszczę Perstuńską, Przełomską, Berżnicką i inne. W połowie XVI wieku weszły one w skład dóbr królewskich i były terenem łowów na grubego zwierza: tury, żubry, łosie, jelenie, dziki, niedźwiedzie, wilki. Wtedy też zaczęto eksploatować puszczę: wycinano drzewa, które następnie spławiano rzekami do portów bałtyckich; wyrabiano smołę, potaż, dziegieć i węgiel drzewny, wytapiano żelazo z rudy darniowej, zbierano miód z barci. W tym też czasie na południowym skraju puszczy zakładano wsie osockie – mieszkali w nich tzw. osocznicy, czyli strażnicy puszczy królewskiej. Przeważnie byli to chłopi, zwolnieni z obowiązków pańszczyźnianych, których funkcja przechodziła z ojca na syna – w ten sposób powstały m.in. wsie Starożyńce (rodzina Starożyńców), Markowce (Markowiczów), Skieblewo i Kurianka (Kurianowiczów). Z biegiem czasu stopniowo zmieniano ich w zwykłych chłopów pańszczyźnianych, wyjątkiem były Bohatery Leśne, w których osadzono Bohatyrowiczów z drobnej szlachty, pełniących swoją służbę aż do rozbiorów. Podobnie długo spełniali swoją powinność osocznicy z wsi Żabickie, którzy odpowiedzialni byli za przewożenie korespondencji zarządu lasów. Niestałe osady bartników, kosiarzy, rybaków, osaczników, sięgające XV w., stanowiły najstarsze osady w początkach kolonizacji obszaru dzisiejszej Puszczy Augustowskiej.
Osiedlono tutaj także bartników, pilnujących królewskich barci – tak powstały wsie Bartniki i Rakowicze. Wchody bartne notowane są od XV w. m.in. koło Tobołowa, w uroczysku Mołowiste nad jeziorem Serwy, w Sarnetkach, Chrołowszczyźnie nad rzeką Szczebrą. Bartnicy mieli prawo do używania jedynie drzew bartnych, co prowadziło do sporów z urzędnikami i właścicielami lasów i utrudniało gospodarowanie. Prywatne bory i łąki bartne przetrwały do XIX w., kiedy to zaczęto je wykupywać. Bartnictwo zaczęło jednak podupadać już we wcześniejszych wiekach w miarę zasiedlania puszczy. Jednym z przywilejów bartników było prawo przynoszenia do puszczy siekier i innych narzędzi, którego to przywileju pozbawione były inne grupy ludności.
W okresie powstania styczniowego puszczańskie ostępy były schronieniem dla walczących i miejscem potyczek. W rezerwacie Kozi Rynek znajdują się mogiły powstańców poległych w bitwie z przeważającymi wojskami rosyjskimi 29.06.1863 r. W uroczysku leśnym Powstańce (na północ od Augustowa) w kwietniu 1863 r. działała kuźnia powstańcza (obecnie znajduje się tam pomnik).
W czasie I wojny światowej puszcza mocno ucierpiała z powodu rabunkowego wyrębu drzew przez Niemców (wycięto ok. 15% lasów).
Podczas II wojny światowej las ponownie służył za schronienie partyzantom. Był też miejscem straceń ludności – np. w okolicy wsi Szczebra w latach 1941–1944 zamordowano ok. 8000 ludzi, głównie Żydów.

## Turystyka

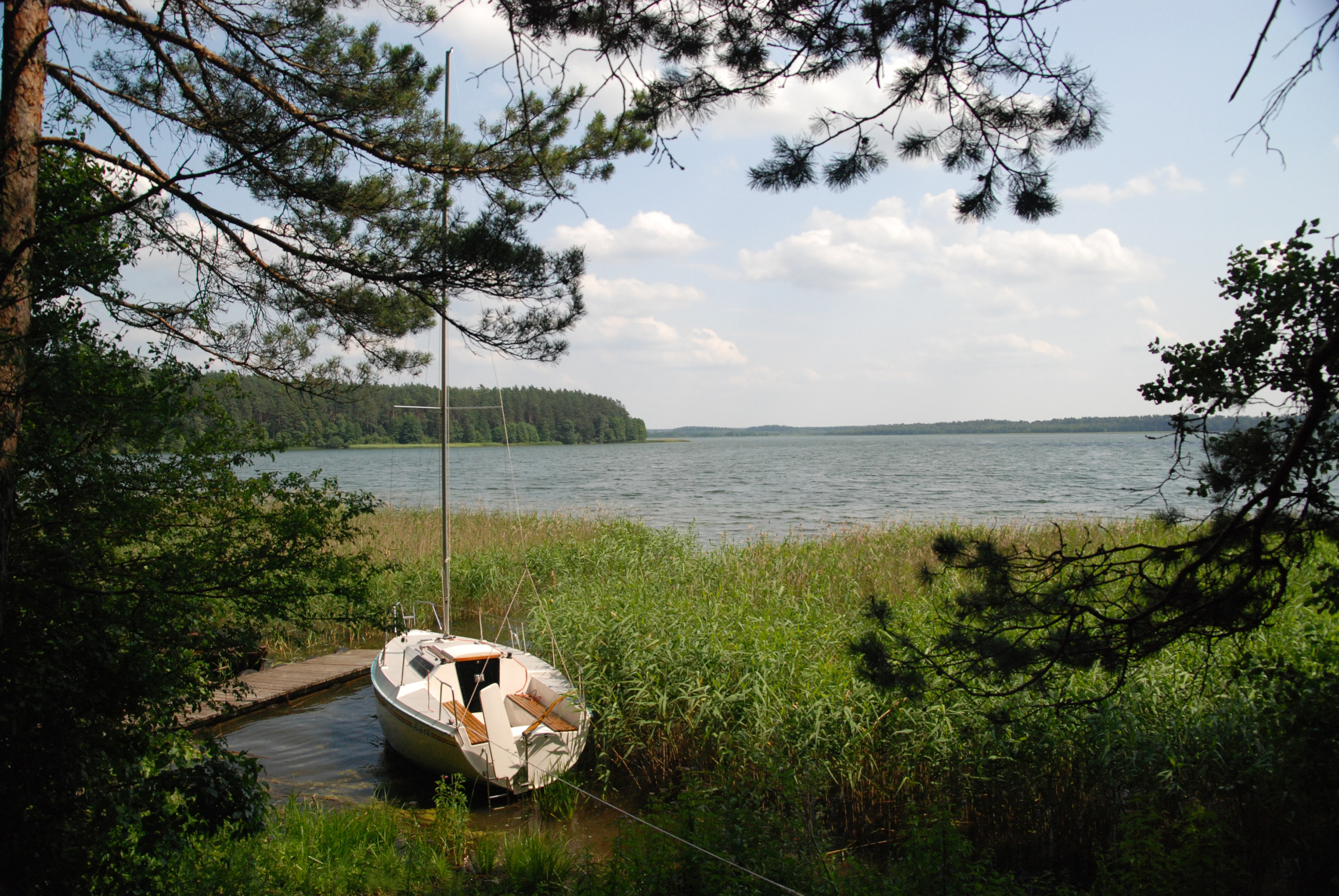
Jezioro Wigry

Przez Puszczę Augustowską prowadzą liczne szlaki turystyczne: piesze, rowerowe (np. Szlak rowerowy na Powstańce) i kajakowe. Jeziora są cenione przez żeglarzy i amatorów innych sportów wodnych, a także wędkarzy.
Atrakcje turystyczne na terenie Puszczy Augustowskiej:
- Studzieniczna
- Uroczysko Święte Miejsce

Turystyczna pojemność puszczy (liczba ludzi, która może przebywać w lesie, nie powodując trwałych zniszczeń) jest niewielka. Badania przeprowadzone w latach 1976–1980 w Puszczy Augustowskiej i Białowieskiej wykazały, że chodzenie w borze brusznicowym i trzcinnikowo-świerkowym borze mieszanym jednej osoby przez 5–6 godzin dziennie, na powierzchni jednego hektara przez dwa miesiące letnie już w pierwszym roku powoduje dostrzegalne zmiany w roślinności runa leśnego i wpływa hamująco na przyrost drzewostanu. Dlatego turystyka powinna być uprawiania głównie po wyznaczonych trasach i istniejących ścieżkach.